# Gendoping
Gendoping er anvendelse til præstationsfremmende formål af genteknologiske produkter som genmodificerede celler eller nukleinsyrer, eksempelvis gener eller brudstykker af gener eller RNA eller andre genteknologiske produkter. I forlængelse heraf omfatter gendoping også manipulering af genekspressionen. Gendoping er opført på Dopinglisten som forbudt metode. Dopinglistens definition af gendoping omfatter også anvendelsen af normale celler.